# 施特劳皮茨
施特劳皮茨（德語：Straupitz）是德国勃兰登堡州的市镇，隶属于达默-施普雷瓦尔德县。总面积为21.71平方千米，截至2023年12月31日总人口为927人。